# Dictator (zoologia)
Dictator Thomson, 1878 è un genere di coleotteri appartenente alla famiglia Cerambycidae.

## Tassonomia
Comprende le seguenti specie:
- Dictator juheli Delahaye, 2009
- Dictator orientalis Hintz, 1913
- Dictator regius (Fabricius, 1801)